# Albert Hermann von Post
Albert Hermann von Post (* 5. November 1777 in Bremen; † 8. September 1850 in Bremen) war ein deutscher Jurist und Bremer Senator/Ratsherr.

## Leben
Von Post war der Sohn des Bremer Bürgermeisters Liborius Diederich von Post (1737–1822) und seiner Frau Anna Gertrud (1741–1838). Er war der Schwager von Senator Georg Oelrichs (1754–1809) und  verheiratet mit der Pastorentochter Adelheid Nonnen (1778–1852). Das Paar hatte zehn Kinder, darunter den Senats- und Gerichtssekretär Christian Abraham (1804–1866), dessen Sohn der Richter Albert Hermann Post (1839–1895) war. Die Familie wohnte ab 1820 in dem Wohn- und Kontorhaus Kolpingstraße 2/3 (früher Gartenstraße 3) des Kaufmanns Johann Henrich Buschmann. 
Von Post absolvierte seine Schulzeit in Bremen, ab 1794 am Gymnasium Illustre in Bremen. Er studierte ab 1796 Rechtswissenschaften an der Universität Göttingen und er promoviert 1800 in Göttingen zum Dr. jur. 
Von 1808 bis 1849 war er als Nachfolger von Franz Tidemann Bremer Senator. In der Bremer Franzosenzeit war er 1811/13 Tribunalrichter. 1849 wurde er Präsident des Richterkollegiums.